# Fulltofta-Häggenäs
Fulltofta-Häggenäs är ett av två naturreservat i naturområdet Fulltofta i Hörby kommun i Skåne län.
Området är naturskyddat sedan 1977 och är 33 hektar stort. Det består huvudsakligen av ekskog och öppna hagmarker. 